# AU Microscopii
AU Microscopii (AU Mic) là một ngôi sao nhỏ nằm cách xa khoảng 32 năm ánh sáng (9,8 parsec) - khoảng 8 lần so với ngôi sao gần nhất sau Mặt Trời. Các độ lớn hình ảnh rõ ràng của AU Microscopii kiến 8.73, mà là quá mờ để được nhìn thấy bằng mắt thường. Nó được đặt tên này vì nó nằm trong chòm sao Microscopium phía nam và là một ngôi sao biến thiên. Giống như β Pictoris, AU Microscopii có một đĩa bụi hoàn cảnh được gọi là đĩa mảnh vụn và ít nhất một ngoại hành tinh.
Hành tinh thứ hai AU Microscopii c được nghi ngờ kể từ năm 2018 và được xác nhận vào tháng 12 năm 2020.
| Thiên thể đồng hành (thứ tự từ ngôi sao ra) | Khối lượng            | Bán trục lớn (AU) | Chu kỳ quỹ đạo (ngày) | Độ lệch tâm | Độ nghiêng        | Bán kính        |
| ------------------------------------------- | --------------------- | ----------------- | --------------------- | ----------- | ----------------- | --------------- |
| b                                           | 0.054+0.015 −0.014 MJ | 0.066             | 8.46321± 0.00004      | 0.1         | 89.03+0.12 −0.11° | 0.375 RJ        |
| c                                           | <0.087 MJ             | 0.1101± 0.0022    | 18.858991± 0.000010   | —           | 88.62+0.24 −0.18° | 0.320± 0.014 RJ |
| Đĩa sao                                     | <50–>150 AU           | <50–>150 AU       | <50–>150 AU           | <50–>150 AU | —                 | —               |